# Maria Udrea
Maria Udrea (Bucarest, 23 de noviembre de 1990) es una deportista rumana que compite en esgrima, especialista en la modalidad de espada.
Ganó una medalla de bronce en el Campeonato Mundial de Esgrima de 2013 y dos medallas en el Campeonato Europeo de Esgrima, oro en 2014 y plata en 2013.

## Palmarés internacional
| Campeonato Mundial | Campeonato Mundial    | Campeonato Mundial | Campeonato Mundial |
| Año                | Lugar                 | Medalla            | Prueba             |
| ------------------ | --------------------- | ------------------ | ------------------ |
| 2013               | Budapest (Hungría)    | Medalla de bronce  | Espada por equipos |
| Campeonato Europeo |                       |                    |                    |
| Año                | Lugar                 | Medalla            | Prueba             |
| 2013               | Zagreb (Croacia)      | Medalla de plata   | Espada por equipos |
| 2014               | Estrasburgo (Francia) | Medalla de oro     | Espada por equipos |